# Луквицька сільська рада
Луквицька сільська рада — орган місцевого самоврядування у Івано-Франківському районі Івано-Франківської області з адміністративним центром у с. ДзвинячЛуквиця.

## Загальні відомості
Водоймища на території, підпорядкованій даній раді: річка Луква.

## Населені пункти
Сільській раді підпорядковані населені пункти:
- с. Луквиця

## Склад ради
Рада складається з старости і спеціаліста.